# La casa del amor (álbum)
La casa del amor es el nombre del álbum de debut en solitario del ex-Timbiriche Erik Rubín. Fue publicado el 27 de diciembre de 1993, luego de que dejara la banda a principios de los años 90. El primer sencillo "Cuando mueres por alguien" llegó a ser un gran éxito, durando varios meses en las listas de popularidad. Fue certificado con Disco de Oro luego de alcanzar 150.000 copias vendidas.

## Lista de canciones
1. "Cuando mueres por alguien" – 3:55
2. "Triangulo" – 3:50
3. "Campeón sin corona" – 3:02
4. "No te duermas camarón" – 3:34
5. "Mujer vampiro" - 3:45
6. "Ya voló" – 4:10
7. "La luna" - 4:28
8. "Azul celeste" – 3:55
9. "Agua que no has de beber" – 5:32
10. "Agüita de Jamaica" – 4:10
11. "La casa del amor" – 4:49
12. "Siempre en el corazón" – 3:22
13. "No mires al cielo" – 4:58
14. "Cuando mueres por alguien (Versión acústica)" – 3:36

- Datos: Q6461580